# Jevgenij Samsonov
Jevgenij Borisovitj Samsonov (på russisk: Евгений Борисович Самсонов) (født 15. september 1926, død 30. september 2014) var en russisk roer og tredobbelt europamester.

## Rokarriere
Samsonov roede for Krylya Sovetov i Moskva og var en del af denne klubs otter, der dominerede sovjetisk og europæisk roning i midten af 1950'erne. Krylya vandt det sovjetiske mesterskab i 1949, 1952-1954 og 1956 med Samsonov. Sovjetunionen sendte derfor denne båd til OL 1952 i Helsinki; den øvrige besætning bestod af Jevgenij Brago, Vladimir Rodimusjkin, Aleksej Komarov, Slava Amiragov, Igor Borisov, Leonid Gissen, Vladimir Krjukov og styrmand Igor Poljakov. Denne båd vandt først sit indledende heat og blev derpå nummer to i semifinalen, hvilket gav et ekstra løb i form af et opsamlingsheat, som Sovjetunionen vandt sikkert. I finalen holdt den sovjetiske båd nogenlunde trit med den amerikanske i begyndelsen, men efterhånden blev det klart, at de forsvarende olympiske mestre fra USA ikke kunne hentes og sikrede sig guldet mere end fem sekunder foran den sovjetiske, der fik sølv, mens Australien fik bronze.
Samsonov vandt også tre EM-guldmedaljer med den sovjetiske otter, i henholdsvis 1953, 1954 og 1955 samt Henley Royal Regatta (uofficielt verdensmesterskab på den tid) i 1954. Ved OL 1956 i Melbourne var Samsonov stadig med i den sovjetiske båd, der blev elimineret i semifinalen.

## Videre karriere
Efter afslutningen af sin aktive karriere blev Samonov rotræner i Moskva og i perioden 1959-1976 landstræner for de sovjetiske roere, herunder ved fem olympiske lege i træk.
I 1976 blev han leder af roafdelingen ved Lenininstituttet for fysisk uddannelse, og 1977-1981 var han direktør for Krylatskoj Rokanal, hvor rokonkurrencerne fandt sted ved OL 1980. Derefter virkede Samsonov i en årrække som dommer i rokonkurrencer, både nationalt og internationalt.

## OL-medaljer
- 1952:  Sølv i otter